# 施盧赫峰
46°21′29.5″N 7°15′44.6″E / 46.358194°N 7.262389°E
施盧赫峰（德語：Schluchhorn），是瑞士的山峰，位於該國南部，由伯恩州和瓦萊州負責管轄，屬於伯尔尼山的一部分，海拔高度2,579米，每年平均降雨量1,395毫米。

## 外部連結
- Schluchhorn on Hikr （页面存档备份，存于）